# Magdalena Tul
Magdalena Ewa Tul (n. 29 aprilie 1980, Gdańsk, Polonia) este o cântăreață poloneză.

## Discografie
- VOH-Victory of Heart
- She's Not
- Tryin
- Full of Life
- Jestem
- Find the Music
- He is Not Good 4U
- Pretty Baby
- Give It Up
- I am Who I am